# الدترافورد، منچستر
latitudeالدترافورد، منچسترlongitudeالدترافورد، منچستر
الدترافورد (به انگلیسی: Old Trafford) ناحیه‌ای است در منچستر بزرگ و جنوب غربی مرکز شهر منچستر. این ناحیه، بیشتر به خاطر وجود ورزشگاه الدترافورد در آن، مشهور است.